# Imperial Cidade

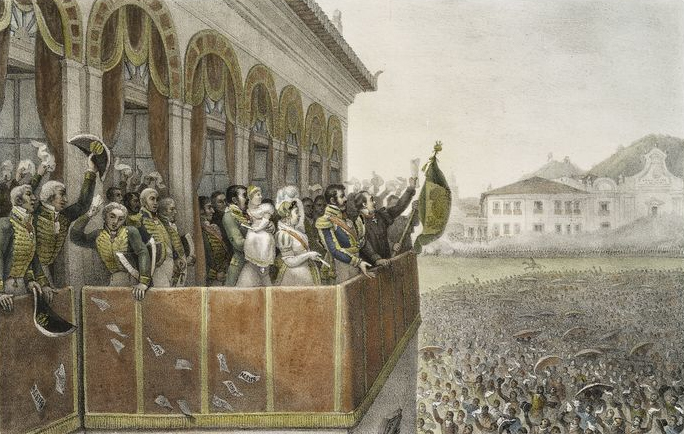
Aclamação de Dom Pedro I, de Debret. A adesão ao "Dia do Fico" foi a razão inicial para a concessão de títulos a localidades que se mostraram fiéis ao Império. O Rio de Janeiro foi a primeira cidade, com o título Muito Leal e Heroica.

Imperial Cidade ou Cidade Imperial era um título conferido pelo imperador do Brasil por alvará ou decreto imperial a alguns centros urbanos durante o Império do Brasil. Tal honraria era concedida em reconhecimento a serviços prestados ao país ou ao imperador. A cidade poderia gozar de tal honraria perpetuamente e passava a ser assim designada em documentos oficiais. Além de Imperial Cidade, era praxe do imperador conceder outros títulos a cidades e vilas por serviços prestados, tais como Fidelíssima ou Nobre e Muito Leal. 
Conforme o artigo 72, parágrafo 2.º, da Constituição de 1891, todos os títulos e foros de nobreza foram extintos. Contudo, algumas cidades mantiveram seus antigos títulos honoríficos em brasões e outros símbolos municipais mesmo na República. Ressalta-se, portanto, que a Constituição de 1891 fora praticamente revogada pela Revolução de 1930 e sendo totalmente revogada pela constituição de 1934. Seu equivalente atual seria o título  de  Capital Nacional Temática, conferidos pelo Congresso Nacional do Brasil por meio de lei federal.

## Imperiais Cidades

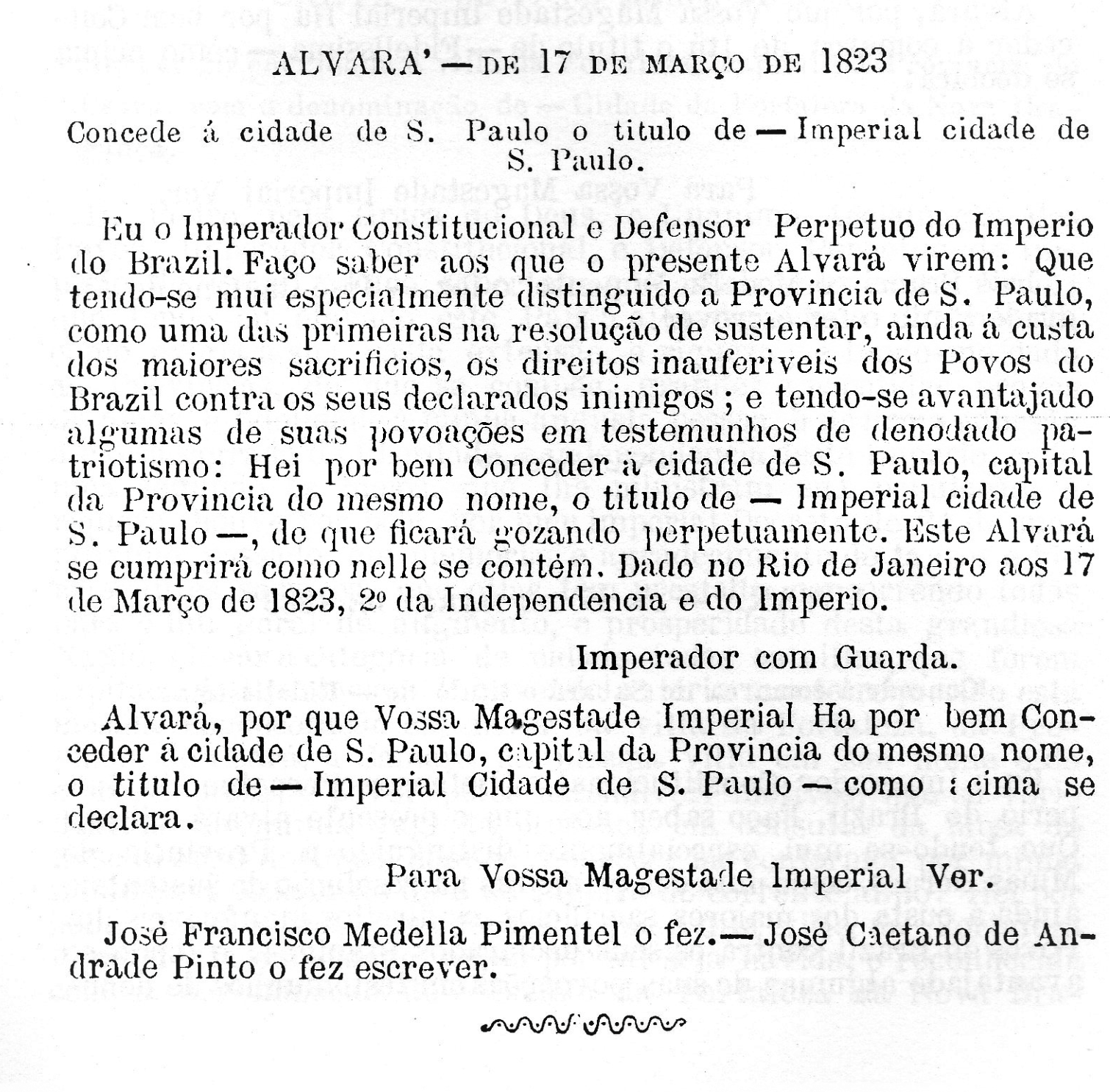
Alvará de 17 de março de 1823, pelo qual D. Pedro I concede a São Paulo o título de Imperial Cidade.

- São Paulo — por decreto de 24 de fevereiro de 1823 e alvará de 17 de março do mesmo ano,[1] pela rápida adesão da província de São Paulo à causa da Independência.
- Vila Rica — por decreto de 24 de fevereiro de 1823 e alvará de 17 de março do mesmo ano,[1] passando a ser denominada "Ouro Preto", pela rápida adesão da província de Minas Gerais à causa da Independência.
- Montevidéu — por alvará de 15 de abril de 1825.[6] Alguns meses mais tarde, o Uruguai viria a separar-se do Brasil, em 25 de agosto de 1825.
- Niterói — pelo decreto n.º 93, de 22 de agosto de 1841.[7]
- São Luiz do Paraitinga — por decreto de 11 de junho de 1873,[8] durante visita de D. Pedro II à cidade. Na mesma ocasião, Manuel Jacinto Domingues de Castro recebeu o título de barão de Paraitinga.

## Imperiais Fazendas

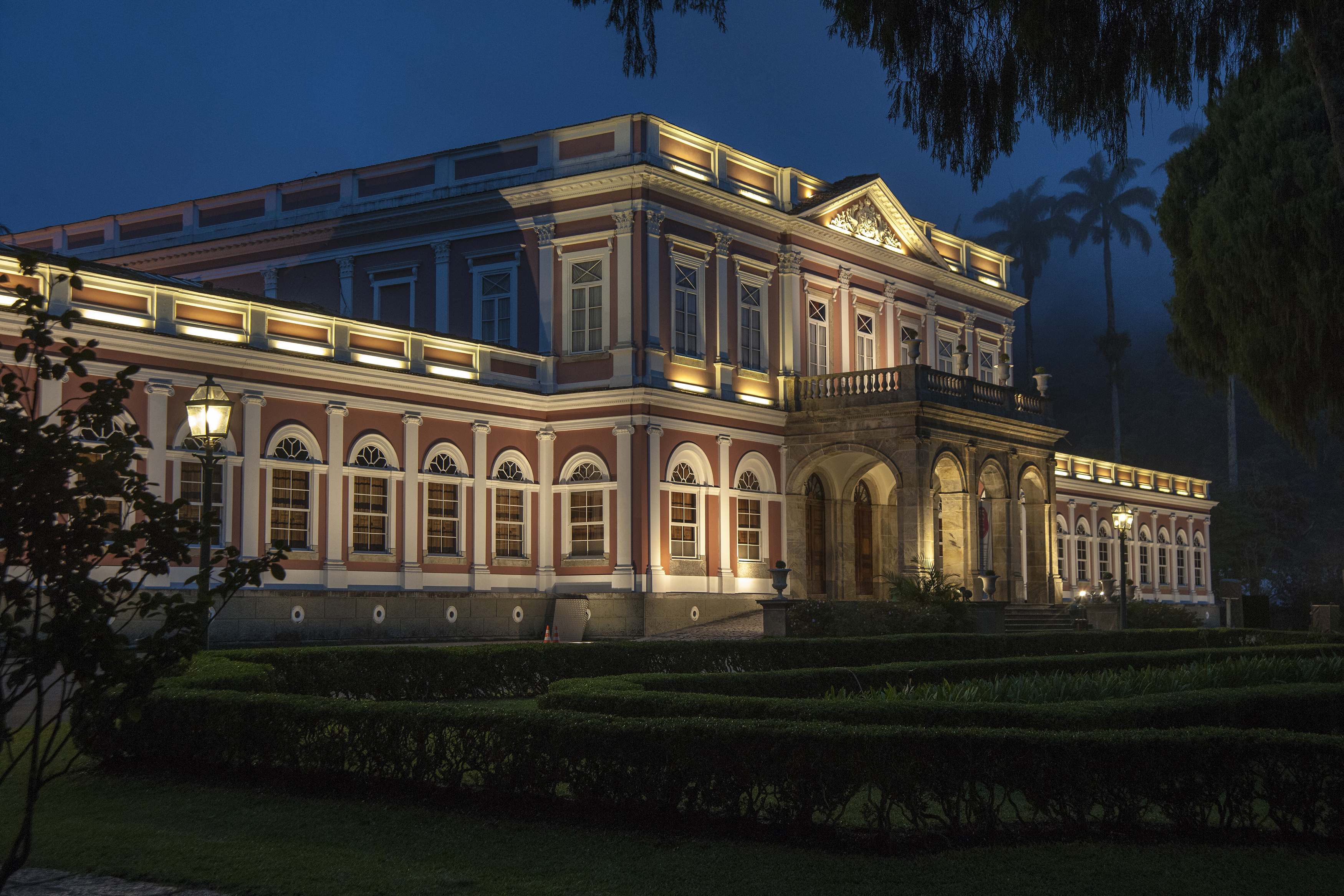
Palácio Imperial, Petrópolis. Apesar de ser, atualmente, conhecida como "Cidade Imperial", Petrópolis não foi assim titulada durante o Império.

Imperiais Fazendas ou Fazendas Imperiais eram as propriedades rurais pertencentes à família imperial. Enormes latifúndios, suas áreas foram progressivamente sendo colonizadas, dando origem a centros urbanos que perduram até hoje.
- Petrópolis — apenas na qualidade de Fazenda Imperial e residência de veraneio da família imperial, por ocasião do decreto n.º 155 de 16 de março de 1843. Somente em 26 de março de 1981 que de fato recebe o título de Cidade Imperial de maneira simbólica, durante o governo de João Figueiredo, pelo decreto presidencial nº 85.849, de 27 de março de 1981.[9][10][11]
- Vassouras — na qualidade de Fazenda Imperial e centro cafeicultor do Vale do Paraíba durante o Império.
- Fazenda Imperial de Santa Cruz — primeiramente na qualidade de propriedade rural particular da família de Bragança (ramo brasileiro), e posteriormente foi doada ao Império.

## Muito Leal e Heroica
- São Sebastião do Rio de Janeiro — por carta imperial de 9 de janeiro de 1823 e alvará de 17 de março do mesmo ano,[1] pelo apoio da população carioca à decisão do então príncipe regente, D. Pedro de Alcântara, de permanecer no Brasil, em 9 de janeiro de 1822, data posteriormente conhecida como Dia do Fico.

## Fidelíssima
- Comarca de Itu — por decreto de 24 de fevereiro de 1823 e alvará de 17 de março do mesmo ano.[1] Houve disputa de poder entre dois grupos que integravam a Junta governativa paulista de 1822: de um lado, o visconde de Aracati, presidente da junta, e o coronel Francisco Inácio de Sousa Queirós; de outro, os irmãos José Bonifácio e Martim Francisco Ribeiro de Andrada. Aracati chegou a arregimentar milícia local para destituir os Andradas do poder provincial, em 23 de maio de 1822,[12] e expulsá-los da capital paulista. Itu projetou-se como centro regional de fidelidade ao príncipe regente, juntamente a Sorocaba e Campinas, opondo-se ao que viria a ser conhecido como Bernarda de Francisco Inácio ao recusar envio de tropas para a milícia de Aracati.[13] Os ânimos acalmaram-se apenas com a visita de D. Pedro à região, em 26 de agosto de 1822, quando destituiu o governo provisório de Aracati. Menos de um mês depois, D. Pedro deu o Grito do Ipiranga, aos 7 de setembro de 1822.
- Comarca de Sabará — por decreto de 24 de fevereiro de 1823 e alvará de 17 de março do mesmo ano,[1] pela rápida adesão da província de Minas Gerais à causa da Independência.

## Nobre e Muito Leal
- Vila de Barbacena — por decreto de 24 de fevereiro de 1823 e alvará de 17 de março do mesmo ano,[1] por ter sido a primeira povoação mineira a apoiar a decisão do então príncipe regente D. Pedro de Alcântara de permanecer no Brasil, no Dia do Fico, em carta enviada dois dias depois, 11 de janeiro de 1822, pela câmara de vereadores barbacenenses. Na mesma carta, era oferecida a vila como nova capital do Império Português.[14]

## Muito Heroica
- Vila de São José do Norte — pelo decreto n.º 91, de 31 de julho de 1841,[7] devido à resistência da guarnição municipal contra rebeldes da Revolução Farroupilha, em 15 de julho de 1840. Pela mesma razão, foi concedida medalha da Ordem Imperial do Cruzeiro ao Batalhão n.º 2 de Caçadores de Linha.

## Leal e Valorosa
- Porto Alegre — pelo decreto n.º 103, de 19 de outubro de 1841,[7] devido à resistência dos portoalegrenses contra rebeldes da Revolução Farroupilha, em 15 de julho de 1836. Atualmente presente no brasão municipal, o título está grafado com o arcaísmo Valerosa pelas preferências de duas pessoas: José Joaquim Afonso Alves, secretário da Câmara que, até deixar o cargo em 1942, assim inscreveu a palavra na abertura das atas do legislativo municipal; e Walter Spalding, historiador local que escreveu o livro Leal e Valerosa Cidade de Porto Alegre e influenciou na definição do brasão, nos anos 1950.[15] O arcaísmo consta também no hino da cidade.[16][17]

## Brasões que fazem referência às titulações

O brasão de Niterói homenageia D. Pedro II, que elevou a então capital fluminense a Imperial Cidade.
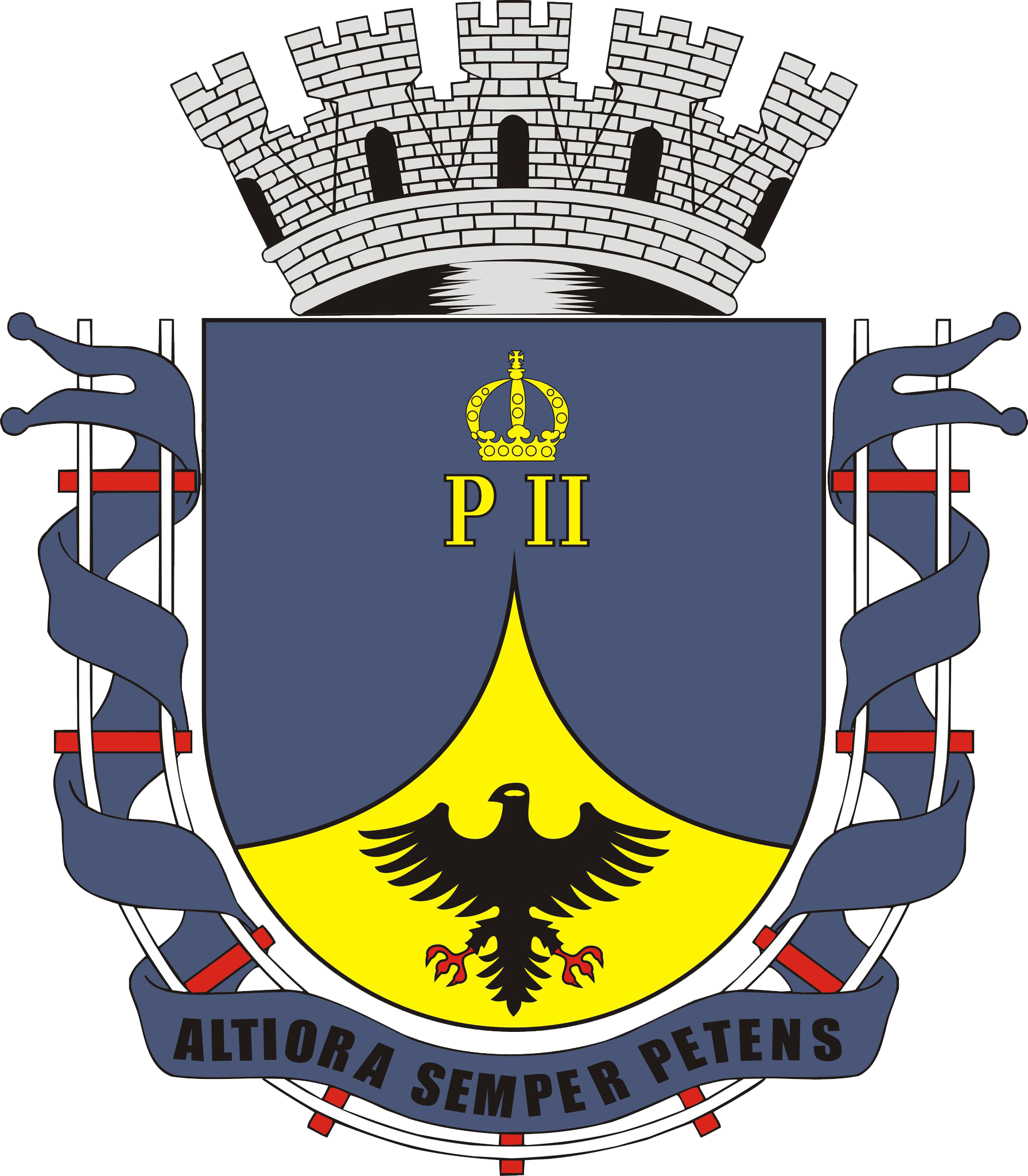
O brasão de Petrópolis homenageia D. Pedro II.
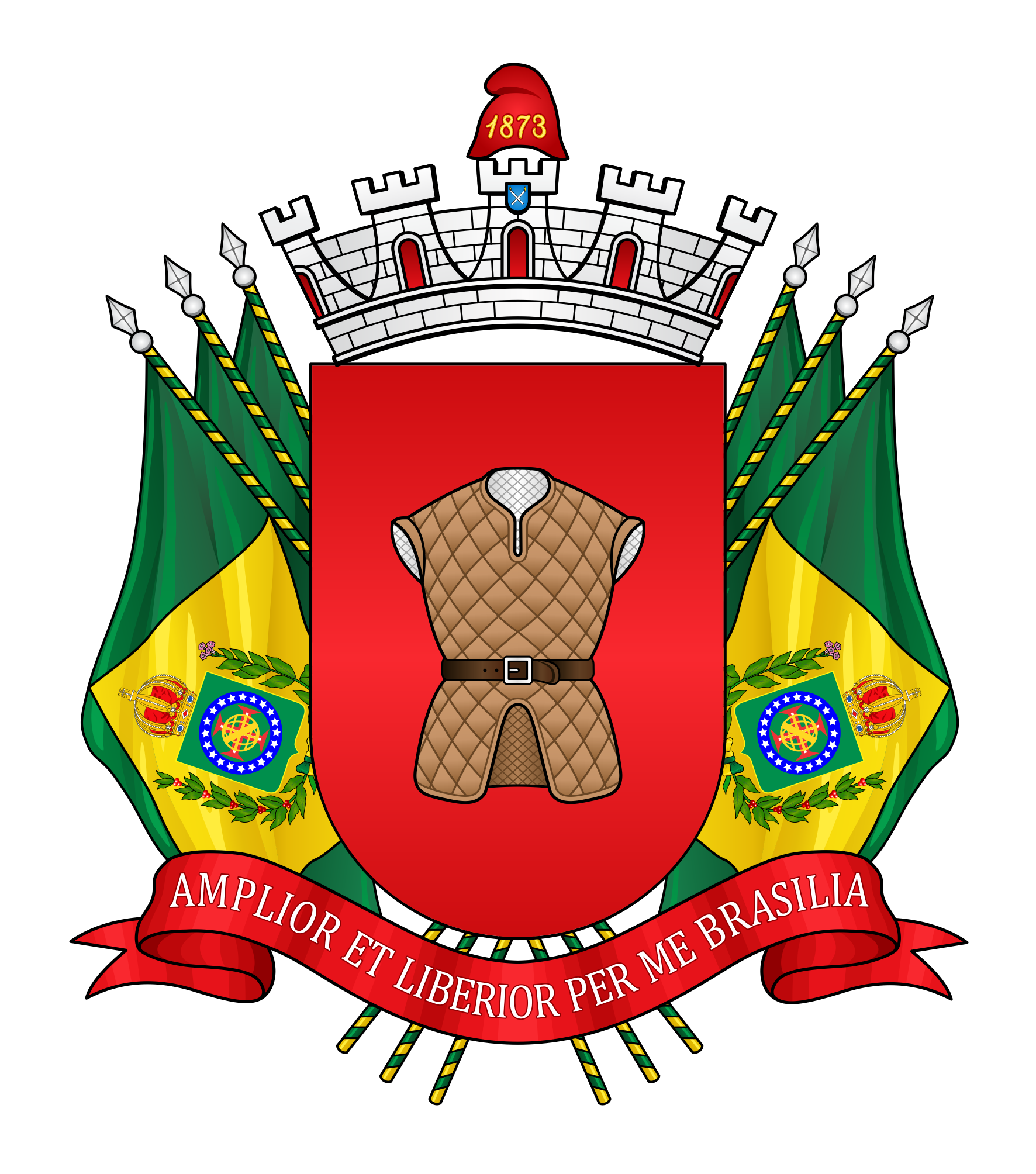
O brasão de Itu faz menção ao Império.
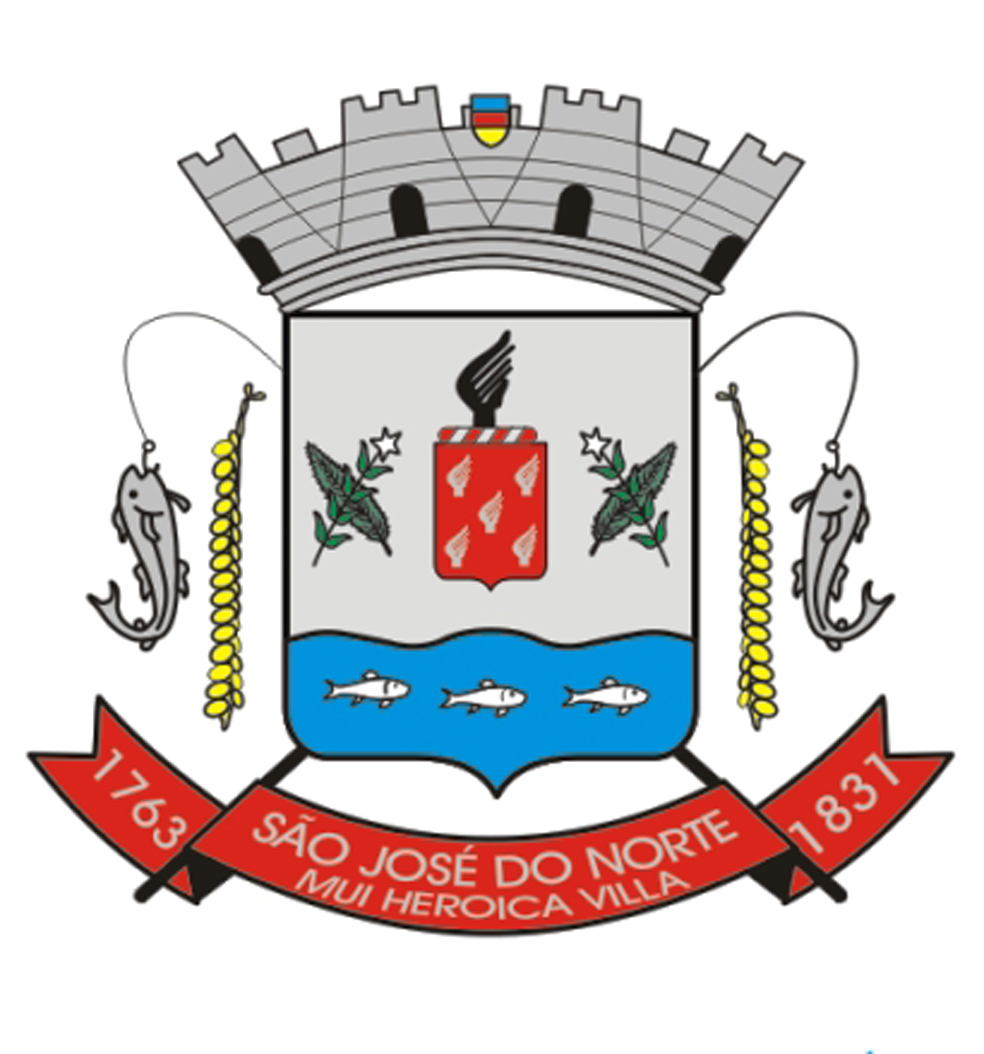
O brasão de São José do Norte faz menção ao título de Muito Heroica.
O brasão de Porto Alegre faz menção ao título de Leal e Valorosa.